# Consiglio economico nazionale
Il Consiglio economico nazionale (National Economic Council, NEC) è un ramo dell'ufficio esecutivo del Presidente degli Stati Uniti d'America, il quale se ne serve per ricevere consigli di natura economica. Tale consiglio però si occupa solo di questioni relative all'economia, lasciando quelle relative alla politica sotto stretta competenza del Consiglio sulla Politica Interna.
Il consiglio venne istituito il 25 gennaio 1993, durante l'amministrazione Clinton. Prima di questa data qualcuno aveva asservito alle funzioni del consiglio, ma non con incarichi ufficiali.
Le funzioni fondamentali del Consiglio economico nazionale sono: coordinare le politiche inerenti a questioni economiche nazionali e internazionali, assicurarsi che i programmi politici siano coerenti con gli obiettivi economici del Presidente e monitorare la messa in pratica del programma economico stabilito con il Presidente.

## Lista dei direttori del Consiglio economico nazionale
| Anni           | Direttore           | Presidente     |
| -------------- | ------------------- | -------------- |
| 1993–1995      | Robert Rubin        | Bill Clinton   |
| 1995–1996      | Laura Tyson         | Bill Clinton   |
| 1996–2000      | Gene Sperling       | Bill Clinton   |
| 2001–2002      | Lawrence B. Lindsey | George W. Bush |
| 2002–2005      | Stephen Friedman    | George W. Bush |
| 2005–2007      | Allan B. Hubbard    | George W. Bush |
| 2007–2009      | Keith Hennessey     | George W. Bush |
| 2009–2011      | Lawrence Summers    | Barack Obama   |
| 2011–2014      | Gene Sperling       | Barack Obama   |
| 2014-2017      | Jeff Zients         | Barack Obama   |
| 2017–2018      | Gary Cohn           | Donald Trump   |
| 2018–2021      | Larry Kudlow        | Donald Trump   |
| 2021-2023      | Brian Deese         | Joe Biden      |
| 2023-2025      | Lael Brainard       | Joe Biden      |
| 2025-in carica | Kevin Hassett       | Donald Trump   |